# Landgericht Glogau
Das Landgericht Glogau war ein preußisches Gericht der ordentlichen Gerichtsbarkeit im Bezirk des Oberlandesgerichtes Breslau mit Sitz in Glogau.

## Vorgeschichte
Im Jahre 1849 wurden in Preußen Appellationsgerichte gebildet, denen Kreisgerichte nachgeordnet waren, die für jeweils einen Landkreis als erstinstanzliche Gerichte dienten. In Glogau entstand damit das Appellationsgericht Glogau mit 14 zugeordneten Kreisgerichten.

## Geschichte
Das königlich preußische Landgericht Glogau wurde mit Wirkung zum 1. Oktober 1879 als eines von 14 Landgerichten im Bezirk des Oberlandesgerichtes Breslau gebildet. Der Sitz des Gerichtes war Glogau. Das Landgericht war danach für die Kreise Freystadt, Glogau, Grünberg, Guhrau, Sagan, Sprottau und Steinau zuständig. Ihm waren folgende Amtsgerichte zugeordnet:
| Amtsgericht                       | Sitz                  | Bezirk |
| --------------------------------- | --------------------- | --- |
| Amtsgericht Beuthen an der Oder   | Beuthen an der Oder   | aus dem Kreis Freystadt die Stadtbezirke Beuthen und Neustädtel, die Amtsbezirk Beuthen und Neustädtel |
| Amtsgericht Carolath              | Carolath              | aus dem Kreis Freystadt die Amtsbezirk Liebenzig und Tschiefer sowie Teile des Amtsbezirks Schlawa |
| Amtsgericht Freystadt             | Freystadt             | der Kreis Freystadt ohne die Teile, die den Amtsgerichten Beuthen O.S., Carolath, Glogau und Neusalz zugeordnet waren |
| Amtsgericht Glogau                | Glogau                | der Kreis Glogau ohne den Teil, der dem Amtsgericht Polkwitz zugeordnet war sowie aus dem Kreis Freystadt den Stadtbezirk Schlawa und den Teil des Amtsbezirks Schlawa, der nicht dem Amtsgericht Carolath zugeordnet war |
| Amtsgericht Grünberg in Schlesien | Grünberg in Schlesien | Kreis Grünberg |
| Amtsgericht Guhrau                | Guhrau                | Kreis Guhrau ohne den Teil, der dem Amtsgericht Herrnstadt zugeordnet war |
| Amtsgericht Halbau                | Halbau                | aus dem Kreis Sagan die Amtsbezirke Burau, Freiwaldau und Halbau sowie Teile der Amtsbezirke Cunau und Wiesau |
| Amtsgericht Herrnstadt            | Herrnstadt            | aus dem Kreis Guhrau der Stadtbezirk Herrnstadt und die Amtsbezirke Gurkau, Stadtvorwerk Herrnstadt, Wehrke, Wiersewitz und Woidnig sowie Teile der Amtsbezirke Bronau, Lübchen und Schlaube                              |
| Amtsgericht Neusalz               | Neusalz               | aus dem Kreis Freystadt der Stadtbezirk Neusalz und die Amtsbezirke Neusalz und Alt Tchau |
| Amtsgericht Polkwitz              | Polkwitz              | aus dem Kreis Glogau der Stadtbezirk Polkwitz und die Amtsbezirke Kummernick und Nieder Polkwitz sowie Teile der Amtsbezirke Groß Gräditz, Klemnitz und Töppendorf                                                        |
| Amtsgericht Priebus               | Priebus               | aus dem Kreis Sagan der Stadtbezirk Priebus und die Amtsbezirke Gräfenhain, Groß Petersdorf, Priebus und Reichenau bei Priebus sowie Teile des Amtsbezirkes Wiesau                                                        |
| Amtsgericht Sagan                 | Sagan                 | der Kreis Sagan ohne den Teil, der den Amtsgerichten Halbau und Priebus zugeordnet war |
| Amtsgericht Sprottau              | Sprottau              | Kreis Sprottau |
| Amtsgericht Steinau an der Oder   | Steinau an der Oder   | Kreis Steinau |

Der Landgerichtsbezirk hatte 1888 zusammen 324.698 Einwohner. Am Gericht waren ein Präsident, ein Direktor und sieben Richter tätig. Beim Amtsgericht Sagan bestand eine Strafkammer für die Amtsgerichtsbezirke Sagan, Halbau und Priebus. Im Jahre 1889 wurde beschlossen, ein eigenständiges Amtsgericht Kontopp zu errichten. Dies erfolgte 1892, und der Amtsgerichtsbezirk Grünberg wurde damit geteilt. Im Rahmen der Weltwirtschaftskrise wurden 60 Amtsgerichte als Folge von Sparverordnungen aufgehoben. Mit der Verordnung über die Aufhebung von Amtsgerichten vom 30. Juli 1932 wurden daher die Amtsgerichte Carolath, und Polkwitz aufgehoben und ihre Sprengel auf benachbarte Amtsgerichte verteilt.
Im Jahre 1945 wurden der Landgerichtsbezirk unter polnische Verwaltung gestellt und die deutschen Einwohner vertrieben. Damit endete auch die Geschichte des Landgerichtes Glogau.

## Richter
- Ernst Severin, Präsident 1879 bis mindestens 1888